# Calle 170
La Calle 170, Avenida San Juan Bosco o Avenida San José es una importante vía en el norte de la ciudad de Bogotá, esta arteria es un desvío para llegar a la Avenida Boyacá, por la cual son desviados todo tipo de camiones, tractomulas y vehículos de servicio intermunicipal e interdepartamental, además de que es una de las salidas importantes para llegar a la Vía a Cota.

## Trazado
La Calle 170 comienza en la Carrera Séptima, su recorrido transcurre atravesando importantes vías como la Avenida Novena, la Autopista Norte y la Avenida Boyacá; luego continúa en una sola calzada hasta llegar a la intersección con la Carrera 92  con la Vía Suba-Cota.

## Rutas urbanas del SITP
La calle 170 tiene acceso de transporte para llegar a los sectores de Bilbao, La Gaitana, Villa Cindy, Santa  Cecilia y Lisboa de la localidad de Suba, la Clínica del Bosque, Portal Norte y Terminal del Norte en la localidad de Usaquén:
Usaquén:
- B130 Cardio Infantil
- B144 Clínica El Bosque
- B161 Unicentro
- B162 San Cristóbal Norte
- B917 Terminal Norte

Suba:
- C130 Suba Berlín
- C145 Bilbao
- C161 Villa Gloria
- C162 Villa Gloria
- C917 Santa Cecilia

## Hacia el futuro
Actualmente se realiza la construcción de la calzada sur de esta avenida desde la Carrera 80 hasta la intersección con la Vía a Cota, la cual dará mayor movilidad de los habitantes de esta zona de la ciudad; además se realizan obras de pavimentación entre la Carrera 80 y la Autopista Norte. Y se prevea la ampliación desde la Vía a Cota hasta la ALO.      
Actualmente, la vía se encuentra en pésimo estado y en un deterioro total, los arreglos realizados son poco duraderos, puesto que no solucionan el problema a fondo, tan solo reemplazan la capa más superficial del asfalto y con el tránsito diario, todas estas reparaciones se deterioran contribuyendo al empeoramiento del problema. 
El tránsito de camiones pesados de carga ha generado el gran desgaste de la vía, puesto que cuando fue construida, no se diseñó para soportar una circulación diaria de vehículos pesados. con el tiempo esto generó la cantidad innumerable de huecos que se hallan allí.

## Sitios de interés
- Universidad de San Buenaventura (Usaquén)
- Universidad Cooperativa de Colombia (Campus Norte) (Usaquén)
- Colegio de la Salle (Usaquén)
- Colegio Eucarístico Villa Guadalupe (Usaquén)
- Colegio la Presentación Sans Facon
- Portal Norte (Suba y Usaquén)
- Colegio Abraham Lincoln (Suba)
- Universidad Agraria de Colombia (Suba)
- Jumbo Cencosud de la Calle 170 (Suba)
- Seminario Mayor Castrense de Colombia (Suba)
- Biblioteca Pública Julio Mario Santo Domingo y Teatro  Mayor Julio Mario Santo Domingo (Suba)
- Colegio Anglo Americano (Usaquén)